# Coelichneumon rufibasalis
Coelichneumon rufibasalis là một loài tò vò trong họ Ichneumonidae.